# Zvjezdarnica Jodrell Bank
Zvjezdarnica Jodrell Bank (službeno: Jodrell Bank Experimental Station; engleski za „Jodrell Bank eksperimentalna stanica”), od 1966. do 1999. god. poznata kao Radio astronomski laboratorij Nuffield, je zvjezdarnica koja je osnovana 1945. godine i pripada „Centru za astrofiziku Jodrell Bank” pri Mančesterskom sveučilištu, a smještena je u mjestu Lower Withington, Cheshire, Engleska.
Smještena u ruralnom području na sjeverozapadu Engleske, bez radio smetnji, zvjezdarnica Jodrell Bank jedna je od vodećih svjetskih opservatorija za radio astronomiju. Ova zvjezdarnica imala je značajan znanstveni utjecaj u područjima kao što su proučavanje meteora i mjeseca, otkrivanje kvazara, razvoj kvantne optike i praćenje svemirskih tijela. Ovaj iznimni tehnološki kompleks ilustrira prijelaz iz tradicionalne optičke astronomije u radio-astronomiju (1940-ih do 1960-ih), što je dovelo do radikalnih promjena u razumijevanju svemira. Zbog toga je zvjezdarnica Jodrell Bank upisana na UNESCO-ov popis mjesta svjetske baštine u Europi 2019. god.

## Povijest
Zvjezdarnicu je 1945. godine osnovao Bernard Lovell, radio astronom sa Sveučilišta u Manchesteru kako bi istražio kozmičke zrake, nakon njegova rada na radaru tijekom Drugog svjetskog rata. Naime, Lovell je tražio mirno mjesto za promatranje kozmičkih zraka i pronašao ga u bivšoj botaničkoj istraživačkoj stanici Jodrell Bank na sveučilištu, 30 km južnije od Manchestera. Lovell je s inženjerom Charlesom Husbandom dizajnirao radio teleskop, koji je nazvan po njemu. Tijekom gradnje korišteni su dijelovi mehanike skinuti s britanskih borbenih brodova HMS Royal Sovereign i HMS Revenge. Dovršen 1957. godine, Lovell teleskop bio je najveći svjetski radio-teleskop i proslavio je prvi uspjeh u otkrivanju rakete nosača satelita Sputnjik 1 u orbiti. Teleskop se smatrao prestižnim objektom britanske znanosti.
Otada je zvjezdarnica odigrala važnu ulogu u istraživanju meteora, kvazara, pulsara, aastrofizikalnih masera i gravitacijskih leća, te je intenzivno sudjelovala u praćenju svemirskih sondi na početku svemirskog doba.
Zvjezdarnica Jodrell Bank privukla je i pažnju javnosti zbog neuspjele potrage radio signala iz europskog mars-modula Beagle 2 krajem 2003. i početka 2004. godine.

## Odlike
Ova zvjezdarnica, koja još uvijek radi, uključuje nekoliko radio teleskopa i radnih zgrada, kao i inženjerske šupe i upravnu zgradu. Glavni teleskop u zvjezdarnici je Lovell teleskop, koji je treći najveći upravljački radio-teleskop na svijetu. U zvjezdarnici postoje još tri aktivna teleskopa; Mark II. i radio teleskopi s tanjurima promjera 13 x 7 m.
Osim općih radio-astronomskih promatranja, zvjezdarnica služi i za praćenje međuplanetarnih svemirskih letjelica, a koristi se u kontekstu projekta SETI za traženje radio signala izvanzemaljskih civilizacija.
Zvjezdarnica Jodrell Bank temelj je multi-elementarne radio-interferometrijske mreže (MERLIN), državne ustanove kojom upravlja Sveučilište u Manchesteru u ime britanskog Vijeća za znanost i tehnologiju. Ova mreža radio-teleskopa u Velikoj Britaniji se zajedno koriste kao radioastronomski interferometar. Nadalje, radio-teleskopi Jodrell-Banka koriste se i kao dio dugobazične interferometrije. Upravni direktor zvjezdarnice je profesor Simon Garrington.
U travnju 2011., Jodrell Bank je imenovan za mjesto kontrolnog centra za planirani Array Square Kilometer Array, odnosno SKA Project Office (SPO) u suradnji 20 zemalja, a kada bude dovršen trebao bi biti najmoćniji radio teleskop ikad izgrađen.
Zvjezdarnica Jodrell Bank ima centar za posjetitelje, Centar za otkrivanje Jodrell Banka, koji nudi razgledavanje zvjezdarnice. Jodrell banka Centar za posjetitelje i arboretum su u civilnoj župi Lower Withington, a Lovell teleskop i zvjezdarnice su u Goostrey civilnoj župi, u blizini naselja Goostrey i Holmes Chapel, Cheshire, Sjeverozapadna Engleska. Do zvjezdarnice se dolazi autoputom A535, a autobusna linija Crewe Manchester prolazi tik pored stranice, dok je Goostrey stanica malo dalje.
- Lovell teleskop u zvjezdarnici Jodrell Bank
- Mark II. teleskop
- Novi Centar za posjetitelje u ožujku 2011.
- Sjedište SKA centra
- Maketa planiranog teleskopa Mark V.

## Vanjske poveznice
- Službena stranica  Arhivirana inačica izvorne stranice od 17. veljače 2017. (Wayback Machine)